# Vultee XP-68 Tornado
Vultee XP-68 Tornado là một mẫu máy bay tiêm kích đánh chặn tầng cao đề xuất của Hoa Kỳ. Nó được thiết kế dựa trên loại XP-54 Swoose Goose, được trang bị động cơ Wright R-2160 Tornado.